# Związki chemiczne według pierwiastków/Wykaz/Błędy

## Artykuły o związkach chemicznych, w których robot nie znalazł wzoru sumarycznego
- Chlorki
- Inulina
- Kevlar
- Poli(tetrafluoroetylen)
- Poli(chlorek winylu)
- Nitroceluloza
- Skrobia
- Azotany
- Amyloza
- Polietylen
- Grupa hydroksylowa
- Chityna
- Jon amonowy
- Cyjanki
- Siarczany
- Amylopektyna
- Jon wodorotlenkowy
- Jon hydroniowy
- Grupa aldehydowa
- Jon wodorowy
- Cyjaniany
- Difosforany
- Bromki
- Anion octanowy
- Poli(octan winylu)
- Glikogen
- Poli(tereftalan etylenu)
- Polipropylen
- ASA (tworzywo sztuczne)
- Rodanki
- Poli(tereftalan butylenu)
- Polistyren
- Cytryniany
- Agaroza
- Guma ksantanowa
- Polifenylenowinylen
- Politiofen
- Polifluoren
- Enoksaparyna
- Wodorowęglany
- Amina 9D-178
- Poliakrylonitryl
- Nomex
- Fluorki
- Poliizobutylen
- Chitozan
- Poli(styren-co-akrylonitryl)
- Poliakrylamid
- Poliacetylen
- PEDOT
- Polianilina
- Polipirol
- Triton X-100
- Laminaryna
- Paramylon
- PBAN
- Polibutadien
- Polipirydyna
- Poli(p-fenylen)
- Polifenyloacetylen
- Polilaktyd
- Polihydroksymaślan
- Jon nitroniowy
- Kolestyramina
- Izomalt
- Kaloza
- Tyloksapol
- Poli(winylopirolidon)
- Chlorki benzalkoniowe
- Poliglikolid
- Polikaprolakton
- Polioksymetylen
- Metyloceluloza
- Kwas lipotejchojowy
- Β-Glukany
- Polifuran
- Acetylowany fosforan diskrobiowy
- Alginian amonu
- Polikaprolaktam
- Polisorbat 80
- Alginian sodu
- Acetylowany adypinian diskrobiowy
- Jon wodorkowy
- Kwas alginowy
- Jon fosfoniowy
- Lentinan
- Poli(dimetylosiloksan)
- Polihydroksyalkaniany
- Grafan
- Polirycynooleinian poliglicerolu
- Karboksymetyloceluloza
- Symetykon
- Dekstranomer
- Dihydroergotoksyna
- Hypromeloza
- Polisulfid fenylenu
- Pranobeks inozyny
- Jodki
- Chinuprystyna-dalfoprystyna
- Siarczyny
- Polinoksylina
- Nafion
- Poliakrylan sodu
- Kauczuk akrylonitrylo-butadienowy
- Tiosiarczany
- Nitroskrobia
- Metylortęć
- Kolestypol
- Kauczuk butadienowo-styrenowy
- Jon arsoniowy
- Polibuten